# Vasaskolan, Örebro
Vasaskolan i Örebro invigdes år 1900. Arkitekt var Carl Nissen. Den ligger vid Hertig Karls Allé 13-15 på Väster. Namnet var vid invigningen år 1900 Västra folkskolan. Kung Oscar II inspekterade skolan år 1901 i samband med ett besök i Örebro. Cirka 1926 bytte skolan namn till Vasaskolan. Åren 1952-55 skedde en större ombyggnad efter ritningar av stadsarkitekten Georg Arn. Skolan fungerade till och med vårterminen 2008 som högstadieskola. Trots att skolan var mycket populär med ett stort ansökningstryck till attraktiva profilklasser med fotboll och engelska som inriktning togs beslut om nedläggning. Detta beslut kritiserades hårt av såväl personal som elever och vårdnadshavare och följdes av både heta diskussioner och demonstrationer.
Folkskolläraren Eric Fallenius verkade som kraftfull överlärare, senare rektor, på skolan under 1950- och 60-talen. Fallenius var även under lång tid Örebro stadsfullmäktiges socialdemokratiske ordförande.

## Kvarteret Gulsippan

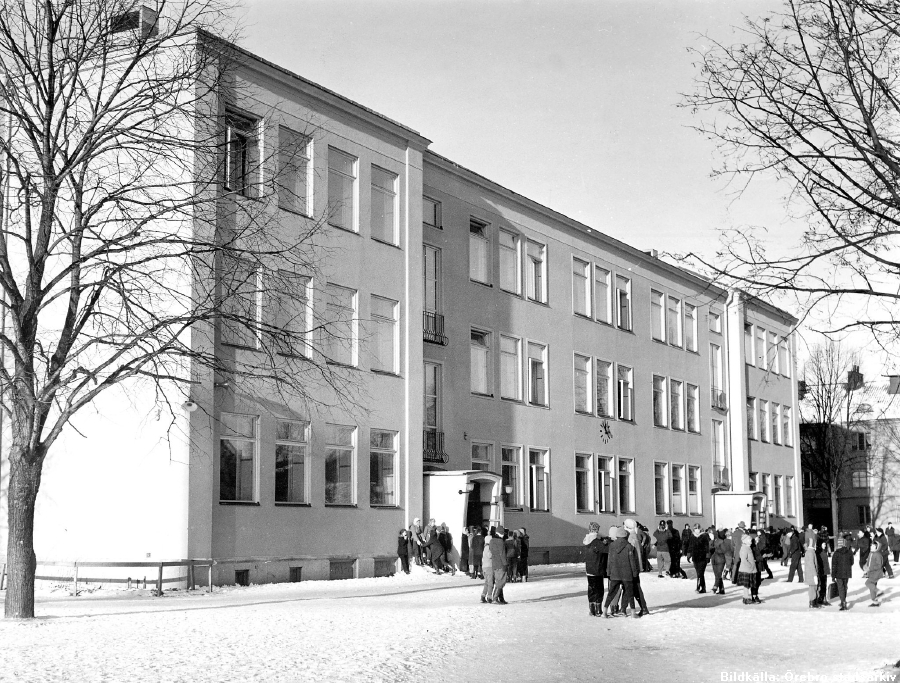
Vasaskolan efter ombyggnationen 1952. Bildkälla: Örebro stadsarkiv / Okänd fotograf.

Sommaren 2008 genomfördes en markanvisningstävling beträffande den framtida användningen och utformningen av skolområdet. Ett förslag som upprättats av SWECO Architects, Örebro utsågs till det vinnande förslaget. Detta hade lämnats in av det kommunala bostadsbolaget Örebrobostäder och byggbolaget JM. I oktober 2008 beslutade därför fastighetsnämnden att sälja skolan till Örebrobostäder och JM. Planerna var att riva byggnaderna. Istället kommer c:a 230 bostäder uppföras, förutom kontor, affärslokaler och samlingslokaler. Den äldsta gymnastikbyggnaden kommer att bevaras. En förslag till ny detaljplan för området har utarbetats. Förslag ställdes ut för inhämtande av synpunkter under tiden december 2009 - januari 2010. Vasaskolans huvudbyggnad revs i februari 2011.

## Kända elever
- Cecilia Hjalmarsson, skådespelare
- Mats Ronander, artist
- Hasse Borg, fotbollsspelare
- Hanna Nooni, tennisspelare
- Lisa Dahlkvist, fotbollsspelare